# Тайпан (группа)
«Тайпан» — российская музыкальная группа, основанная в 2009 году и состоящий из музыканта Романа Сергеева. Группа набрала свою популярность в 2020 году на всех музыкальных площадках, благодаря синглу «Луна не знает пути», совместную с Агундой Цириховой (англ. Agunda).

## История

### 2009—2019: История создания
Роман Сергеев, будучи студентом, играл в КВН, выступал в качестве вокалиста на мероприятиях.
Сергеев продолжил создавать электронные композиции, взяв себе сценический псевдоним «DJ Romira». Некоторое время Роман сотрудничал с «DJ MEXX», музыкальным исполнителем из Санкт-Петербурга.
Музыкальная группа была основана в 2009 году, после этого на свет появился «Sparta-Project». В проекте участвовали 2 участника: Роман Сергеев и Юрий Богоутдинов. Каждый из участников занимался сольной карьерой, но из-за творческого разногласия коллектив распался.

### История
Роман Сергеев, также известный под псевдонимом — «DJ Romira», родился 20 апреля 1990 года в Курске. Он женат на Кристине Сергеевой.
Сергей Агеев выполнял в группе функции вокалиста. Место рождения, подробности и данные об образовании отсутствуют, также он не женат.
Юрий Богоутдинов являлся звукорежиссёром. Он состоял в браке с Ириной Богоутдиновой, остальные подробности биографии Юрия неизвестны.

### 2019—2020: Возрождение
В 2019 году два друга вновь решили заняться музыкальной деятельностью, но под новым псевдонимом — «Тайпан». В роли вокалиста взяли Сергея Агеева. Первым треком группы стала композиция «Мулая».
Трек набрал на Youtube 7 тысяч просмотров, что быстро дало толчок группе для полного возрождения.
Затем появились синглы: «Школа» и «Медина». Популярность к группе «Тайпан», пришла после совместного творчества с девочкой из Владикавказа — Агундой Цириховой (англ. Agunda).

### Проект: «Agunda»
— Наше совместное творчество с Агундой начало прогрессивно развиваться. Главное, верить и мечтать, никогда не останавливаться на достигнутом, и тогда обязательно всё получится!
— Роман Сергеев
В 2019 году 16-летняя Агунда Цирихова связалась с Романом Сергеевым, чтобы высказать собственное мнение о группе, но заодно предложила оценить несколько собственных наработок.
В том же году Роман Сергеев спродюсировал Агунду, несмотря на недовольство Юрия Богоутдинова, он все же выпустили совместный сингл «Луна не знает пути». Трек оказался на вершинах хит-парадов. Воодушевившись успехом, они создали ещё 2 сингла: «Ты одна» и «Корабль».
В марте был выложен в сеть музыкальный клип к синглу «Луна не знает пути». Совместный клип на 2022 год набрал более 60 миллионов просмотров на Youtube.

## Состав
- Роман Сергеев — основатель коллектива, музыкальный продюсер[100][101].

### Бывшие участники
- Юрий Богоутдинов[102].
- Дмитрий Ристикиви — вокалист[103].
- Сергей Агеев[104][103]
- Никита Макаров

## Судебное дело
Сергей Агеев и Юрий Богоутдинов подали судебный иск на создателя коллектива Романа Сергеева, о «признании Лицензионных договоров недействительными и взыскании денежных средств». Они требовали от Романа по 100 тысяч рублей каждому из участников.
Инцидент произошёл после того, как Роман всего раз выплатил истцам причитающееся по договору денежное вознаграждение, дополнив его неким земельным участком.
- При этом Роман на основе оспариваемых договоров заключил с музыкальным лейблом «СОЮЗ МЬЮЗИК»[109], договор на использование произведений, в результате чего уже получил денежную сумму[110].

Судебное разбирательство по этому поводу завершилось.
- Судом постановлено решение об отказе в удовлетворении заявленных исковых требований в полном объеме[72][113][114].

## Награды
- Мультиплатиновый музыкальный диск — «Луна не знает пути»[115].
- Платиновый музыкальный диск — «Ты одна».
- Платиновый музыкальный диск — «Набирай высоту».
- Платиновый музыкальный диск — «Корабль».
- Платиновый музыкальный диск — «Мерцают огни».
- Золотой музыкальный диск — «Битмейкер».
- Золотой музыкальный диск за самое большое количество продаж в России и СНГ[116].
- Золотой музыкальный диск за большое количество статуса продаж в России и СНГ.
- Фит года от Вконтакте[117].
- Песня года от Вконтакте[118].

## Дискография

### Студийные альбомы
| Название            | Информация                                                                   | Примечание |
| ------------------- | ---------------------------------------------------------------------------- | --- |
| Она говорила        | - Релиз: 15 декабря 2023 - Лейбл: Союз Мьюзик - Формат: Цифровая дистрибуция | \| № \| Название \| Длительность \| \| ------------------- \| -------------------------------------------- \| ------------ \| \| 1. \| «Царство моё» (совм. с Logmarin & MorozKA) \| 2:14 \| \| 2. \| «Так влюблена» (совм. с IL'GIZ) \| 2:38 \| \| 3. \| «Лети» (совм. с NAZAMI) \| 2:41 \| \| 4. \| «Не сойти с ума» (совм. с LI ZA) \| 2:20 \| \| 5. \| «Царица» \| 2:29 \| \| 6. \| «Погубила пацана» (совм. с IL'GIZ) \| 2:36 \| \| 7. \| «Я так и знала» (совм. с MorozKA & Logmarin) \| 2:23 \| \| 8. \| «Любовь остыла» (совм. с IL'GIZ) \| 2:22 \| \| 9. \| «Коварная» \| 3:16 \| \| 10. \| «Дискотека» \| 2:31 \| \| 11. \| «Не дети» (совм. с Logmarin) \| 2:36 \| \| 12. \| «Дым» (совм. с Logmarin) \| 1:46 \| \| 13. \| «Целуй» (совм. с IL'GIZ) \| 2:45 \| \| 14. \| «Протяни мне руку» (совм. с IL'GIZ) \| 2:15 \| \| 15. \| «Она говорила 2.0» \| 3:04 \| \| Общая длительность: \| Общая длительность: \| 35:16 \| |
| №                   | Название                                                                     | Длительность |
| 1.                  | «Царство моё» (совм. с Logmarin & MorozKA)                                   | 2:14 |
| 2.                  | «Так влюблена» (совм. с IL'GIZ)                                              | 2:38 |
| 3.                  | «Лети» (совм. с NAZAMI)                                                      | 2:41 |
| 4.                  | «Не сойти с ума» (совм. с LI ZA)                                             | 2:20 |
| 5.                  | «Царица»                                                                     | 2:29 |
| 6.                  | «Погубила пацана» (совм. с IL'GIZ)                                           | 2:36 |
| 7.                  | «Я так и знала» (совм. с MorozKA & Logmarin)                                 | 2:23 |
| 8.                  | «Любовь остыла» (совм. с IL'GIZ)                                             | 2:22 |
| 9.                  | «Коварная»                                                                   | 3:16 |
| 10.                 | «Дискотека»                                                                  | 2:31 |
| 11.                 | «Не дети» (совм. с Logmarin)                                                 | 2:36 |
| 12.                 | «Дым» (совм. с Logmarin)                                                     | 1:46 |
| 13.                 | «Целуй» (совм. с IL'GIZ)                                                     | 2:45 |
| 14.                 | «Протяни мне руку» (совм. с IL'GIZ)                                          | 2:15 |
| 15.                 | «Она говорила 2.0»                                                           | 3:04 |
| Общая длительность: | Общая длительность:                                                          | 35:16 |

### Мини-альбомы
| Название            | Информация                                                                    | Примечание |
| ------------------- | ----------------------------------------------------------------------------- | --- |
| Пополам — EP        | - Релиз: 20 декабря 2020 - Лейбл: Taipan Music - Формат: Цифровая дистрибуция | \| № \| Название \| Длительность \| \| ------------------- \| ------------------- \| ------------ \| \| 1. \| «Пополам» \| 2:58 \| \| 2. \| «Кайфуй» \| 2:53 \| \| 3. \| «Синий» \| 2:54 \| \| 4. \| «Люли» \| 2:22 \| \| 5. \| «Знаешь» \| 2:24 \| \| Общая длительность: \| Общая длительность: \| 13:00 \| |
| №                   | Название                                                                      | Длительность |
| 1.                  | «Пополам»                                                                     | 2:58 |
| 2.                  | «Кайфуй»                                                                      | 2:53 |
| 3.                  | «Синий»                                                                       | 2:54 |
| 4.                  | «Люли»                                                                        | 2:22 |
| 5.                  | «Знаешь»                                                                      | 2:24 |
| Общая длительность: | Общая длительность:                                                           | 13:00 |

### Макси-синглы
| №                   | Название            | Длительность |
| ------------------- | ------------------- | ------------ |
| 1.                  | «Прости»            | 3:08         |
| 2.                  | «Опиум»             | 2:47         |
| 3.                  | «Её глаза»          | 3:12         |
| Общая длительность: | Общая длительность: | 8:67         |

| №                   | Название                                    | Длительность |
| ------------------- | ------------------------------------------- | ------------ |
| 1.                  | «Останься только в памяти» (совм. с Sharai) | 2:42         |
| 2.                  | «800 км» (совм. с U-LU)                     | 2:35         |
| Общая длительность: | Общая длительность:                         | 4:77         |

## Синглы
| 2019                                           | «Ау»                                                          | —  | —   | — | цифровой сингл  |
| 2019                                           | «Медина»                                                      | —  | —   | — | цифровой сингл  |
| 2019                                           | «Детство»                                                     | —  | —   | — | цифровой сингл  |
| 2019                                           | «Пьяный»                                                      | —  | —   | — | цифровой сингл  |
| 2019                                           | «Школа»                                                       | —  | —   | — | цифровой сингл  |
| 2020                                           | «Луна не знает пути» (Тайпан & Agunda)                        | 6  | 103 | 4 | цифровой сингл  |
| 2020                                           | «Дипчик»                                                      | —  | —   | — | цифровой сингл  |
| 2020                                           | «Ты одна» (Тайпан & Agunda)                                   | 12 | 6   | 9 | цифровой сингл  |
| 2020                                           | «Корабль» (Тайпан & Agunda)                                   | —  | —   | — | цифровой сингл  |
| 2020                                           | «Всё о ней»                                                   | —  | —   | — | цифровой сингл  |
| 2020                                           | «Набирай высоту» (Тайпан & Agunda)                            | —  | —   | — | цифровой сингл  |
| 2020                                           | «Кубик Рубик» (Тайпан & NEEL)                                 | —  | —   | — | цифровой сингл  |
| 2020                                           | «Сладкая Фанта» (feat. Ansur)                                 | —  | —   | — | цифровой сингл  |
| 2020                                           | «Новый год»                                                   | —  | —   | — | цифровой сингл  |
| 2020                                           | «ММденс» (Тайпан, HYDY & NEVERNO)                             | —  | —   | — | цифровой сингл  |
| 2020                                           | «Лунная» (Тайпан & Илья Саглиани)                             | —  | —   | — | цифровой сингл  |
| 2020                                           | «Диско»                                                       | —  | —   | — | цифровой сингл  |
| 2020                                           | «Вижен»                                                       | —  | —   | — | цифровой сингл  |
| 2020                                           | «Надоела»                                                     | —  | —   | — | цифровой сингл  |
| 2020                                           | «Хулиган» (Тайпан & Loc-Dog)                                  | —  | —   | — | цифровой сингл  |
| 2020                                           | «Падала звезда» (Тайпан, Sharai & Gariko)                     | —  | —   | — | цифровой сингл  |
| 2020                                           | «ДИСКОТЕКА» (Тайпан & Даша Волосевич)                         | —  | —   | — | цифровой сингл  |
| 2020                                           | «Не догоняй» (Тайпан & Рапунцель)                             | —  | —   | — | цифровой сингл  |
| 2020                                           | «Пьяные» (Тайпан, Yamonoton & Bratecko)                       | —  | —   | — | цифровой сингл  |
| 2020                                           | «Музыка»                                                      | —  | —   | — | цифровой сингл  |
| 2020                                           | «Забудь всё» (Тайпан & Sharai)                                | —  | —   | — | цифровой сингл  |
| 2021                                           | «Малолетка» (Тайпан & Руслан Арыкпаев)                        | —  | —   | — | цифровой сингл  |
| 2021                                           | «Ты моя» (Тайпан, Sharai & Gariko)                            | —  | —   | — | цифровой сингл  |
| 2021                                           | «Дождись»                                                     | —  | —   | — | цифровой сингл  |
| 2021                                           | «Мерцают огни» (Тайпан & Agunda)                              | —  | —   | — | цифровой сингл  |
| 2021                                           | «Дым и Яд»                                                    | —  | —   | — | цифровой сингл  |
| 2021                                           | «Королева Роллс Ройс» (Тайпан & Victoria Portfolio)           | —  | —   | — | цифровой сингл  |
| 2021                                           | «Битмейкер» (Тайпан & Agunda)                                 | —  | —   | — | цифровой сингл  |
| 2021                                           | «Не нравится твой сон»                                        | —  | —   | — | цифровой сингл  |
| 2021                                           | «Мама» (Тайпан & IL’GIZ)                                      | —  | —   | — | цифровой сингл  |
| 2021                                           | «Выпускной» (Тайпан & Sharai)                                 | —  | —   | — | цифровой сингл  |
| 2021                                           | «Свела с ума»                                                 | —  | —   | — | цифровой сингл  |
| 2021                                           | «Мало страсти» (Тайпан & Mariami)                             | —  | —   | — | цифровой сингл  |
| 2021                                           | «Айс» (Тайпан, Даниил Степанов & IL’GIZ)                      | —  | —   | — | цифровой сингл  |
| 2021                                           | «Нам так мало лет» (Тайпан & Sharai)                          | —  | —   | — | цифровой сингл  |
| 2021                                           | «Комета» (Тайпан & MorozKA)                                   | —  | —   | — | цифровой сингл  |
| 2021                                           | «Лунный свет»                                                 | —  | —   | — | цифровой сингл  |
| 2021                                           | «Саншай» (Тайпан & SAYJI)                                     | —  | —   | — | цифровой сингл  |
| 2021                                           | «Парень молодой» (Тайпан & IL’GIZ)                            | —  | —   | — | цифровой сингл  |
| 2021                                           | «Белая птица» (Тайпан & MorozKA)                              | —  | —   | — | цифровой сингл  |
| 2021                                           | «AMG» (Тайпан & Даниил Степанов)                              | —  | —   | — | цифровой сингл  |
| 2021                                           | «Сколько выпила ты» (Тайпан & Sharai)                         | —  | —   | — | цифровой сингл  |
| 2021                                           | «Не вернусь» (Тайпан & AlexBo)                                | —  | —   | — | цифровой сингл  |
| 2021                                           | «Ураган» (Тайпан & MorozKA)                                   | —  | —   | — | цифровой сингл  |
| 2021                                           | «Мандаринка» (Тайпан & IL’GIZ)                                | —  | —   | — | цифровой сингл  |
| 2021                                           | «Не хочу» (Тайпан & U-LU)                                     | —  | —   | — | цифровой сингл  |
| 2022                                           | «With Me»                                                     | —  | —   | — | цифоровой сингл |
| 2022                                           | «Зайди в ТикТок» (Тайпан & Ева Фатеева)                       | —  | —   | — | цифровой сингл  |
| 2022                                           | «Не крути» (Тайпан & Sharai)                                  | —  | —   | — | цифровой сингл  |
| 2022                                           | «Я подарю» (Тайпан & Илья Саглиани)                           | —  | —   | — | цифровой сингл  |
| 2022                                           | «Superstar»                                                   | —  | —   | — | цифровой сингл  |
| 2022                                           | «Дикая пантера» (Тайпан & IL’GIZ)                             | —  | —   | — | цифровой сингл  |
| 2022                                           | «Малыш»                                                       | —  | —   | — | цифровой сингл  |
| 2022                                           | «Хотел остаться»                                              | —  | —   | — | цифровой сингл  |
| 2022                                           | «Она говорила» (Тайпан & IL’GIZ)                              | —  | —   | — | цифровой сингл  |
| 2022                                           | «Я буду в порядке» (Тайпан & MorozKA)                         | —  | —   | — | цифровой сингл  |
| 2022                                           | «Я помню» (Тайпан, AlexBo & DIMA VARDO)                       | —  | —   | — | цифровой сингл  |
| 2022                                           | «Половина моя»                                                | —  | —   | — | цифровой сингл  |
| 2022                                           | «Там, где дождь»                                              | —  | —   | — | цифровой сингл  |
| 2022                                           | «Пацан с района» (Тайпан & IL’GIZ)                            | —  | —   | — | цифровой сингл  |
| 2022                                           | «Бандана» (Тайпан & IL’GIZ)                                   | —  | —   | — | цифровой сингл  |
| 2022                                           | «Музыка» (Тайпан & IL’GIZ)                                    | —  | —   | — | цифровой сингл  |
| 2022                                           | «Lonely»                                                      | —  | —   | — | цифровой сингл  |
| 2022                                           | «Сладкая фанта» (Тайпан & Шейх Мансур)                        | —  | —   | — | цифровой сингл  |
| 2022                                           | «Убей меня» (Тайпан, IL’GIZ & Лойт)                           | —  | —   | — | цифровой сингл  |
| 2022                                           | «Токсичная» (Тайпан, IL’GIZ & Руслан Арыкпаев)                | —  | —   | — | цифровой сингл  |
| 2022                                           | «Жизнь покоя не даёт» (Тайпан & IL’GIZ)                       | —  | —   | — | цифровой сингл  |
| 2022                                           | «Я снова пьян» (Тайпан & IL’GIZ)                              | —  | —   | — | цифровой сингл  |
| 2022                                           | «Сантименты» (Тайпан & R.Riccardo)                            | —  | —   | — | цифровой сингл  |
| 2022                                           | «Я всё простил» (Тайпан & IL’GIZ)                             | —  | —   | — | цифровой сингл  |
| 2022                                           | «Любви все возрасты покорны» (Тайпан & IL’GIZ)                | —  | —   | — | цифровой сингл  |
| 2022                                           | «Держитесь ребята» (Тайпан & MorozKA)                         | —  | —   | — | цифровой сингл  |
| 2022                                           | «Land Cruizer» (Тайпан, IL’GIZ & Лойт)                        | —  | —   | — | цифровой сингл  |
| 2022                                           | «Пиковая дама» (Тайпан, IL’GIZ & MorozKA)                     | —  | —   | — | цифровой сингл  |
| 2022                                           | «Скандал» (Тайпан & NAZAMI)                                   | —  | —   | — | цифровой сингл  |
| 2022                                           | «Королева Востока» (Тайпан, 3-й Январь & IL’GIZ)              | —  | —   | — | цифровой сингл  |
| 2022                                           | «Суета на суете» (Тайпан & Руслан Арыкпаев)                   | —  | —   | — | цифровой сингл  |
| 2023                                           | «Я буду танцевать» (Тайпан & MorozKA)                         | —  | —   | — | цифровой сингл  |
| 2023                                           | «Мама, не плачь» (Тайпан & IL’GIZ)                            | —  | —   | — | цифровой сингл  |
| 2023                                           | «Санрайз» (Тайпан, IL’GIZ & Шейх Мансур)                      | —  | —   | — | цифровой сингл  |
| 2023                                           | «Грубиян»                                                     | —  | —   | — | цифровой сингл  |
| 2023                                           | «Я влюбился, как бандит» (Тайпан & IL’GIZ)                    | —  | —   | — | цифровой сингл  |
| 2023                                           | «Как тебя найти?» (Тайпан & NAZAMI)                           | —  | —   | — | цифровой сингл  |
| 2023                                           | «Теперь я новая» (Тайпан & MorozKA)                           | —  | —   | — | цифровой сингл  |
| 2023                                           | «Я простой как 2 рубля» (Тайпан & AlexBo)                     | —  | —   | — | цифровой сингл  |
| 2023                                           | «Верю только себе» (Тайпан & IL’GIZ)                          | —  | —   | — | цифровой сингл  |
| 2023                                           | «Снова день, снова ночь» (Тайпан, Динар Рахматуллин & IL’GIZ) | —  | —   | — | цифровой сингл  |
| 2023                                           | «На небе Джа» (Тайпан, 3-й Январь & IL’GIZ)                   | —  | —   | — | цифровой сингл  |
| 2023                                           | «Горели» (Тайпан, IL’GIZ & MorozKA)                           | —  | —   | — | цифровой сингл  |
| 2023                                           | «Заплела косы» (Тайпан & NAZAMI)                              | —  | —   | — | цифровой сингл  |
| 2023                                           | «To The Moon»                                                 | —  | —   | — | цифровой сингл  |
| 2023                                           | «Бой с тенью» (Тайпан, IL’GIZ & MorozKA)                      | —  | —   | — | цифровой сингл  |
| 2023                                           | «Marlboro» (Тайпан & IL’GIZ)                                  | —  | —   | — | цифровой сингл  |
| 2023                                           | «Братка» (Тайпан & IL’GIZ)                                    | —  | —   | — | цифровой сингл  |
| 2023                                           | «Бокал вина» (Тайпан, IL’GIZ & Шейх Мансур)                   | —  | —   | — | цифровой сингл  |
| 2023                                           | «Истерика» (Тайпан & NAZAMI)                                  | —  | —   | — | цифровой сингл  |
| 2023                                           | «БМВ» (Тайпан, IL’GIZ & MorozKA)                              | —  | —   | — | цифровой сингл  |
| 2023                                           | «Где-то там» (Тайпан & LI ZA)                                 | —  | —   | — | цифровой сингл  |
| 2023                                           | «Моя королева» (Тайпан & IL’GIZ)                              | —  | —   | — | цифровой сингл  |
| 2023                                           | «Самолёты» (Тайпан, IL’GIZ & Шейх Мансур)                     | —  | —   | — | цифровой сингл  |
| 2023                                           | «Тишина» (Тайпан & LI ZA)                                     | —  | —   | — | цифровой сингл  |
| 2023                                           | «Наш солдат не победим» (Тайпан & MorozKA)                    | —  | —   | — | цифровой сингл  |
| 2023                                           | «Детство» (Тайпан & Agunda)                                   | —  | —   | — | цифровой сингл  |
| 2023                                           | «Мама говорила» (Тайпан & NAZAMI)                             | —  | —   | — | цифровой сингл  |
| 2023                                           | «Бабилон» (Тайпан & Динар Рахматуллин)                        | —  | —   | — | цифровой сингл  |
| 2023                                           | «Солнечный зайчик» (Тайпан & HYDY)                            | —  | —   | — | цифровой сингл  |
| 2023                                           | «Не надо говорить» (Тайпан & Agunda)                          | —  | —   | — | цифровой сингл  |
| 2023                                           | «Не люби» (Тайпан, IL’GIZ & Khan)                             | —  | —   | — | цифровой сингл  |
| 2023                                           | «Ой, твои поцелуи» (Тайпан & LI ZA)                           | —  | —   | — | цифровой сингл  |
| 2023                                           | «Чёрный крузер» (Тайпан & Lutsova)                            | —  | —   | — | цифровой сингл  |
| 2023                                           | «Дабуди» (Тайпан & Динар Рахматуллин)                         | —  | —   | — | цифровой сингл  |
| 2023                                           | «С тобой» (Тайпан & LI ZA)                                    | —  | —   | — | цифровой сингл  |
| 2023                                           | «Между нами виражи» (Тайпан & IL’GIZ)                         | —  | —   | — | цифровой сингл  |
| 2023                                           | «Улетай» (Тайпан & Logmarin)                                  | —  | —   | — | цифровой сингл  |
| 2023                                           | «Засыпай, красавица» (Тайпан & NAZAMI)                        | —  | —   | — | цифровой сингл  |
| 2023                                           | «В белом адике» (Тайпан & Эдик Аракчеев)                      | —  | —   | — | цифровой сингл  |
| 2023                                           | «Ну как же ты там?» (Тайпан, Маракеш & IL’GIZ)                | —  | —   | — | цифровой сингл  |
| 2023                                           | «Слово пацана» (Тайпан, Маракеш & IL’GIZ)                     | —  | —   | — | цифровой сингл  |
| 2023                                           | «Новый год 2024»                                              | —  | —   | — | цифровой сингл  |
| 2024                                           | «Пропаду» (Тайпан & NAZAMI)                                   | —  | —   | — | цифровой сингл  |
| 2024                                           | «Деревенская душа» (Тайпан & Грек)                            | —  | —   | — | цифровой сингл  |
| 2024                                           | «Я так любил» (Тайпан, Элвин Грей & IL’GIZ)                   | —  | —   | — | цифровой сингл  |
| 2024                                           | «Скажи зачем» (Тайпан & LI ZA)                                | —  | —   | — | цифровой сингл  |
| 2024                                           | «Если вдруг» (Тайпан & Agunda)                                | —  | —   | — | цифровой сингл  |
| 2024                                           | «Вальс»                                                       | —  | —   | — | цифровой сингл  |
| 2024                                           | «Полюбила артиста» (Тайпан & NAZAMI)                          | —  | —   | — | цифровой сингл  |
| 2024                                           | «Глаза-изумруды» (Тайпан & T1One)                             | —  | —   | — | цифровой сингл  |
| 2024                                           | «За окном дождь» (Тайпан, 3-й Январь & IL’GIZ)                | —  | —   | — | цифровой сингл  |
| 2024                                           | «Шёлковое платье» (Тайпан & Nick Riin)                        | —  | —   | — | цифровой сингл  |
| 2024                                           | «Осколки лета» (Тайпан, LI ZA & TAIP)                         | —  | —   | — | цифровой сингл  |
| 2024                                           | «Герой» (Тайпан & MorozKA)                                    | —  | —   | — | цифровой сингл  |
| 2024                                           | «Девочка-ночь» (Тайпан & Дмитрий Гревцев)                     | —  | —   | — | цифровой сингл  |
| 2024                                           | «Твоя красота» (Тайпан, Logmarin & IL’GIZ)                    | —  | —   | — | цифровой сингл  |
| 2024                                           | «Возьми моё сердце» (Тайпан & Agunda)                         | —  | —   | — | цифровой сингл  |
| 2024                                           | «Мечтаем» (Тайпан & 9cali wood)                               | —  | —   | — | цифровой сингл  |
| 2024                                           | «В душе сады» (Тайпан, NAZAMI & Logmarin)                     | —  | —   | — | цифровой сингл  |
| 2024                                           | «До утра» (Тайпан, Logmarin & LI ZA)                          | —  | —   | — | цифровой сингл  |
| 2024                                           | «По ночному шоссе» (Тайпан, IL’GIZ & Diana Skitova)           | —  | —   | — | цифровой сингл  |
| 2024                                           | «Чика» (Тайпан & Logmarin)                                    | —  | —   | — | цифровой сингл  |
| 2024                                           | «Авиарежим» (Тайпан, LI ZA & Logmarin)                        | —  | —   | — | цифровой сингл  |
| 2024                                           | «По ресторанам» (Тайпан, IL’GIZ & Руслан Арыкпаев)            | —  | —   | — | цифровой сингл  |
| 2024                                           | «Розы» (Тайпан & IL’GIZ)                                      | —  | —   | — | цифровой сингл  |
| 2024                                           | «Ты и я»                                                      | —  | —   | — | цифровой сингл  |
| 2024                                           | «Целуй меня» (Тайпан & NAZAMI)                                | —  | —   | — | цифровой сингл  |
| 2024                                           | «Пластинка» (Тайпан, IL’GIZ & неизвестный)                    | —  | —   | — | цифровой сингл  |
| 2024                                           | «Скажи мне» (Тайпан, IL’GIZ & Logmarin)                       | —  | —   | — | цифровой сингл  |
| 2024                                           | «Золотая рожь» (Тайпан & MorozKA)                             | —  | —   | — | цифровой сингл  |
| 2024                                           | «Чёрные глаза» (Тайпан & NAZAMI)                              | —  | —   | — | цифровой сингл  |
| 2024                                           | «Ахмат Кавказ» (Тайпан & MorozKA)                             | —  | —   | — | цифровой сингл  |
| 2024                                           | «Дождись меня» (Тайпан, IL’GIZ & 3-й Январь)                  | —  | —   | — | цифровой сингл  |
| 2024                                           | «И пусть ведёт дорога» (Тайпан, Маракеш & IL’GIZ)             | —  | —   | — | цифровой сингл  |
| 2024                                           | «И только вперёд» (Тайпан & 9cali wood)                       | —  | —   | — | цифровой сингл  |
| 2024                                           | «Свадьбы не будет»                                            | —  | —   | — | цифровой сингл  |
| 2024                                           | «Пленная» (Тайпан, NAZAMI & IL’GIZ)                           | —  | —   | — | цифровой сингл  |
| «—» означает, что песня отсутствовала в чарте. |                                                               |    |     |   |                 |

## Годовые чарты
| Песня                                  | Чарт (2020)                                | Место | Ист.    |
| -------------------------------------- | ------------------------------------------ | ----- | ------- |
| Тайпан & Agunda — «Луна не знает пути» | TopHit Radio & YouTube — Top Year-End Hits | 6     | [ 123 ] |
| Тайпан & Agunda — «Луна не знает пути» | TopHit YouTube — Top Year-End Hits         | 4     | [ 123 ] |
| Тайпан & Agunda — «Луна не знает пути» | Shazam — Top Year-End Hits                 | 1     | [ 96 ]  |

## Видеография
| № | Год  | Клип                                   | Режиссёр      | Альбом            |
| - | ---- | -------------------------------------- | ------------- | ----------------- |
| 1 | 2020 | «Луна не знает пути» (Тайпан & Agunda) | Роман Сергеев | Неальбомный сингл |